# Joseph Laniel
Joseph Laniel (12 de octubre de 1889, Vimoutiers (Orne) - 8 de abril 1975, París) fue un político conservador francés quien fungió como Primer Ministro durante un año entre 1953 y 1954 durante la Cuarta República.

## Biografía
Fue Diputado de Calvados desde 1932 hasta 1958, subsecretario de Estado de Hacienda Pública en el gobierno de Paul Reynaud en 1940. Votó los plenos poderes atribuidos a Pétain en julio de 1940. Pero después de esto, entró en la resistencia y participó en la creación del Conseil National de la Résistance. El 26 de agosto de 1944, se encuentra al lado de De Gaulle y de Georges Bidault en el desfile en los Campos Elíseos. En 1945, fue co-fundador del Partido Republicano de la Libertad (PRL), precursor del Centro Nacional de Independientes y Campesinos

## Puestos desarrollados en el gobierno de Francia
- Secretario de Estado de Hacienda Pública y Asuntos económicos del gobierno de André Marie (del 26 de julio al 5 de septiembre de 1948)
- Ministro PTT del gobierno de René Pleven (2)(del 11 de agosto de 1951 al 20 de enero de 1952)
- Ministro sin cartera del gobierno de René Pleven (2)(del 4 de octubre de 1951 al 20 de enero de 1952)
- Ministro sin cartera del gobierno de Edgar Faure (1)(del 20 de enero al 8 de marzo de 1952)

Después, fue Presidente del Consejo (Primer Ministro) dos veces :
- del 27 de junio de 1953 al 16 de enero de 1954 (gobierno Joseph Laniel (1) ), sucesor de René Mayer.
- del 16 de enero al 12 de junio de 1954 (gobierno Joseph Laniel (2) ), sucediéndose a sí mismo. Abandona el cargo luego de la derrota francesa en la Batalla de Dien Bien Phu y fue sustituido por Pierre Mendès France.
Fue candidato Presidencial al fin de su primer mandato y llega hasta la 11a vuelta, pero abandona a causa de su falta de popularidad, siendo electo en su lugar René Coty.

## Libros
Ha escrito "Le drame indochinois, Paris, Plon, 1957.